# Tomorrow (The Communards)
Tomorrow is een nummer van het Britse popduo The Communards. Het is de eerste single van hun tweede studioalbum Red.
"Tomorrow" gaat over een man die gebruikt wordt door zijn vrouw, maar de man is er klaar mee en staat op het punt zijn vrouw te verlaten. Het nummer werd een bescheiden hit in een paar Europese landen. Zo bereikte het de 23e positie in het Verenigd Koninkrijk. In de Nederlandse Top 40 werd de 32e positie gehaald.